# Diego de los Cobos y Molina
Diego de los Cobos y Molina (Úbeda, 1516-Toledo, agost de 1565) va ser un religiós castellà, bisbe d'Àvila i de Jaén.
Fill de Jorge de Molina de los Cobos i de Catalina Vázquez de Perea, membre de l'antic llinatge dels Cobos, primers pobladors d'Úbeda. Va estudiar dret canònic i civil, i fou col·legial de San Bartolomé de la Universitat de Salamanca. Va prendre hàbits el 28 d'octubre de 1537. Es graduà en cànons en aquesta universitat. Va gaudir de diverses rendes eclesiàstiques: va ser ardiaca a la catedral de Còria, prior de Marmolejo, entre d'altres. Carles V va nomenar-lo oïdor de la Cancelleria de Valladolid, i l'any 1549, va ser promogut al Consell Suprem de la Inquisició. El 1555, l'emperador va presentar-lo al bisbat d'Osca, però va refusar l'oferiment. Només el 1559, va acceptar ser presentat al bisbat d'Àvila, on només residí un any. Present a Toledo el 1560, Felip II el va presentar com a bisbe de Jaén. El 1565 va fer testament a Baeza, i després va partir a Toledo, a un concili provincial, decretat pel Concili Tridentí i Felip II. Morí en el transcurs d'aquest, l'agost de 1565.
A Úbeda, fundà l'Hospital de Santiago, el qual dotà amb dotze capellans, amb una renda dos-cents ducats cadascuna, un major, tres cantors, un mestre de capella, un sagristà; i vuit mossos de cor, un organista, i un doctriner, encarregat d'ensenyar als nens de la parròquia. Allà va ser enterrat, però amb una sepultura sense epitafi. Altrament, va deixar la seva biblioteca al Col·legi de San Bartolomé, i rendes de cinc mil ducats per a casar a quatre noies òrfenes.